# Ołeksandr Rybka
Ołeksandr Jewhenowycz Rybka, ukr. Олександр Євгенович Рибка (ur. 10 kwietnia 1987 w Kijowie, Ukraińska SRR) – ukraiński piłkarz, grający na pozycji bramkarza, reprezentant Ukrainy.

## Kariera piłkarska

### Kariera klubowa
Jest wychowankiem Dynama Kijów. Do pierwszej drużyny został włączony w styczniu 2006 i od razu zastąpił w bramce kontuzjowanego Ołeksandra Szowkowskiego. W europejskich pucharach debiutował w meczu Ligi Mistrzów 26 września 2006 w meczu Dynama z Realem Madryt, w którym to na boisku pojawił się w 70. minucie i zastąpił w bramce ukaranego czerwoną kartką Szowkowskiego (w jego miejsce z boiska zszedł Waliancin Białkiewicz). Po wygaśnięciu kontraktu z Dynamem w lutym 2010 jako wolny agent przeszedł do Obołoni Kijów. 6 czerwca 2011 roku podpisał 2-letni kontrakt z Szachtarem Donieck. Rybka wpadł po kontroli antydopingowej jaką przeszedł po listopadowym meczu Szachtara w lidze z Karpatami Lwów. Jak poinformowały ukraińskie media bramkarz zażywał środki diuretyczne, które pomagały mu w zrzuceniu wagi. Nie konsultował tego z klubowym lekarzem. W styczniu 2012 UEFA wydała werdykt - dyskwalifikację na 2 lata. Potem Rybka anulował kontrakt z Szachtarem. W końcu października 2013 podpisał nowy kontrakt z Dynamem Kijów, barwy którego będzie bronił od stycznia 2014. Po wygaśnięciu kontraktu w grudniu 2016 opuścił Dynamo i wkrótce podpisał kontrakt z tureckim klubem Karabükspor. 19 lipca 2018 przeniósł się do Afjet Afyonspor. 30 stycznia 2019 podpisał kontrakt z azerskim Səbailem Baku.

### Kariera reprezentacyjna
Już na juniorskich Mistrzostwach Europy U-19 rozgrywanych w 2004 roku w Szwajcarii występował w reprezentacji Ukrainy. Brał udział w młodzieżowych mistrzostwach Europy w Portugalii, na których drużyna prowadzona przez Ołeksija Mychajłyczenkę zajęła 2. miejsce, jednak Rybka bronił tylko podczas serii rzutów karnych (w półfinale z Serbią i Czarnogórą).
11 października 2011 roku debiutował w narodowej reprezentacji Ukrainy w wygranym 2:0 meczu towarzyskim z Estonią, w którym odbił karnego.

## Sukcesy i odznaczenia

### Sukcesy klubowe
- mistrz Ukrainy: 2007
- wicemistrz Ukrainy: 2006
- zdobywca Pucharu Ukrainy: 2006, 2007
- zdobywca Superpucharu Ukrainy: 2007

### Sukcesy reprezentacyjne
- wicemistrz Europy U-21: 2006